# Noget om Norden
|  | Denne artikel er oprettet af botten PalnaBot ud fra en ekstern database. Den kan derfor have sproglige fejl eller mangler. Denne skabelon kan fjernes efter kontrol af indholdet. |

Noget om Norden er en turistfilm fra 1956 instrueret af Bent Barfod efter manuskript af samme.

## Handling
Filmen fortæller i en uhøjtidelig form noget om de nordiske lande, deres fællesskab og de muligheder, de har for et samarbejde. Gennem et barns enkle vejledning i det nordiske fællesskabs problemer føres man på en hurtig rundtur gennem Nordens lande, hvor vi er gode venner, når vi skændes, men hvor vi klarer os bedst, når vi samarbejder.